# Dicranota lucidipennis
Dicranota lucidipennis är en tvåvingeart som först beskrevs av Edwards 1921.  Dicranota lucidipennis ingår i släktet Dicranota och familjen hårögonharkrankar. Inga underarter finns listade i Catalogue of Life.